# 清江郡 (北周)
清江郡，中国北周、隋朝时设置的郡。
- 北周置清江郡，属翼州。治所在龙求县（今四川茂县西北六十六里岷江东岸两河口）。辖境相当今四川茂县中部地区。隋文帝开皇三年（583年）废清江郡，龙求县改名清江县，直属翼州，隋炀帝时改属汶山郡。
- 北周建德三年（574年）置清江郡，为施州治。治所即今湖北恩施市。下辖沙渠县、乌飞县。隋文帝开皇三年（583年）废清江郡，属县直属施州，隋炀帝时改属清江郡。